# FF Девы
FF Девы (лат. FF Virginis), Звезда Престона, HD 126515 — одиночная переменная звезда в созвездии Девы на расстоянии приблизительно 434 световых лет (около 133 парсек) от Солнца. Визуальная звёздная величина звезды — от +7,13m до +7,07m. Возраст звезды определён как около 276 млн лет.
Открыта Джорджем В. Престоном в 1970 году***.

## Характеристики
FF Девы — белая вращающаяся переменная звезда типа Альфы² Гончих Псов (ACV) спектрального класса A2VpSrSiCr, или A2pCrSrEu, или A2pCrSr, или A2p, или A2CrSr, или A2, или ApEuSrCr. Масса — около 2,42 солнечной, радиус — около 1,702 солнечного, светимость — около 22,909 солнечной. Эффективная температура — около 8710 K.

## Планетная система
В 2019 году учёными, анализирующими данные проектов Hipparcos и Gaia, у звезды обнаружена планета HIP 70553 b.